# Fresneda de Cuéllar
Fresneda de Cuéllar è un comune spagnolo di 237 abitanti situato nella comunità autonoma di Castiglia e León.